# IC 4941
IC 4941 — галактика типу SBd () у сузір'ї Телескоп.
Цей об'єкт міститься в оригінальній редакції індексного каталогу.